# Mustak
Mustak (Mustac, Mus-tuk), indiajnsko selo iz Kalifornije koje je pripadalo costanoanskoj skupini Kalindaruk. Bilo je pod utjecajem misije San Carlos. 
John Reed Swanton naziva ga Mus-tuk i locira u unutrašnjosti istočno od ušće rijeke Salinas